# Historisk kropp
Historisk kropp är ett begrepp från den japanska zenfilosofen Kitaro Nishida. Inom medierad diskursanalys används det för att teoretisera individers bakgrund. Den historiska kroppen antas påverka hur individen beter sig och hur den förstår saker som händer. Begreppet ligger nära det som bland andra Pierre Bourdieu kallar habitus. 